# 2120 Tyumenia
Tyumenia (asteróide 2120) é um asteróide da cintura principal com um diâmetro de 41,18 quilómetros, a 2,6857753 UA. Possui uma excentricidade de 0,1234203 e um período orbital de 1 958,88 dias (5,36 anos).
Tyumenia tem uma velocidade orbital média de 17,01584853 km/s e uma inclinação de 17,53498º.
Esse asteróide foi descoberto em 9 de Setembro de 1967 por Tamara Smirnova.